# Социалистический коллектив пациентов
Социалистический коллектив пациентов (нем. Sozialistisches Patientenkollektiv) — террористическая организация в форме экспериментального психотерапевтического коллектива, созданная доктором Вольфгангом Губером в клинике при Гейдельбергском университете.
Основным принципом СКП была гуманная психиатрия:
- Психические заболевания у отдельного индивида развиваются из-за болезненного состояния общества в целом (из-за необходимости приспосабливаться к эксплуатации и отчуждению при капитализме).
- Современная психиатрия репрессивна.
- Основой здорового общества должна стать потребность в наиболее полном развитии личности.

Организация была закрыта по доносу коллег Губера. В нём указывалось, что вместо психиатрической помощи доктор Губер под видом преподавания основ психологии, социологии, диалектики, теологии, сексологии и марксизма обучает своих пациентов взрывному делу, карате, дзюдо и ведёт «антигосударственную пропаганду».
После ареста Вольфганга Губера часть его пациентов поместили в обычные клиники, где двое из них совершили самоубийство, ещё двое умерли от лечения и один — в результате несчастного случая. Оставшиеся на свободе члены СКП, преимущественно студенты психологических и медицинских факультетов, сначала организовали Информационный центр Красного народного университета (нем. Informations Zentrum Rote Volks-Universität), а затем присоединились к Движению 2 июня.
21 января 1976 года Губер вышел на свободу, но был лишён права на врачебную деятельность. Его новая организация носит название «Фронт пациентов / Социалистический коллектив пациентов» (ФП/СКП). ФП/СКП существует до сегодняшнего дня, издаёт сборники старых текстов СКП и журнал «Krankheit im Recht», поддерживает сайт, где размещены переводы теоретических работ Коллектива на разные языки.
Подразделение спецназа полиции Германии GSG 9 провело рейд здания, принадлежащего Социалистическому коллективу пациентов, в ходе которого выявило первый случай использования террористической организацией методов глушения радиосигналов . 